# Avianca El Salvador
TACA (Transports Aeris del Continent Americà) és una empresa d'aviació establerta a Hondures, després El Salvador. Per més de 75 anys, TACA va funcionar com l'aerolínia de bandera d'El Salvador, fins que en els 90, TACA va comprar la majoria d'accions de les altres aerolínies centreamericanas per posteriorment formar el denomenat Grup TACA. El nom TACA s'origina com a Transports Aeris Centreamericans que va ser modificat a Transports Aeris del Continent Americà.
La família Kriete del Salvador és propietària i accionista majoritària del Grup TACA.
De les quatre aerolínies que van ser adquirides per TACA International, només LACSA (originària de Costa Rica) segueix operant alguns vols amb la seva pròpia marca, i Aviateca manté algunes rutes regional.s
És important notar, que l'any 2008, Roberto Kriete i la junta directiva van donar per acabat el nom "Grup TACA", nom que es va utilitzar durant la fusió de LACSA, NICA, SAHSA i Aviateca. Es va revertir al nom original, TACA Transports Aeris del Continent Americà.

## Història
En l'any 1931, TACA va ser fundada com l'empresa Transportis Aeris Centreamericans (TACA) en Tegucigalpa, Hondures, pel neozelandès Lowell Yerex, com una empresa de servei mixt (passatgers i càrrega). TACA va iniciar operacions amb un avió Stinson monomotor. Les seves rutes van arribar a cobrir tot el territori nacional i les seves aeronaus ostentaven la matrícula mexicana XH per ser canviades posteriorment per HR. L'empresa constitueixo grups d'inversió en altres països d'Amèrica Llatina per posteriorment ser venudes a les aerolínies nacionals, en el cas d'Hondures TACA va ser venuda a SAHSA. Més tard TACA es va organitzar com una empresa de caràcter internacional tenint com única seu a San Salvador i sota el nom de TACA International Airlines. Després entre els anys de 1989 a 1995, TACA va desenvolupar una aliança estratègica amb Aviateca i Nica, aerolínies de Guatemala i Nicaragua, consolidant-se en el Grup TACA, al mateix temps que l'aerolínia SAHSA desapareixia per raons d'administració.
Aviateca en l'actualitat duu a terme vols amb la seva pròpia marca amb bitllets manuals en les rutes que àdhuc pertanyen a l'aerolínia guatemalenca. operant amb ATR42 i A319 encara que volen amb unes altres matrícules.
Després de només tres anys d'haver-se consolidat el Grup TACA, l'aerolínia decideix renovar la seva flota i lidera l'ordre d'avions Airbus A319 A320 i A321 més gran de la història, juntament amb TAM del Brasil i LAN de Xile. TACA tenia experiència amb Airbus perquè LACSA va operar A320 des de 1990.
Després en 2001, tenint el seu centre de connexions principal, San Salvador, El Salvador, i en San José, Costa Rica, s'incorpora Lima, Perú com a equivalent per a Sud-amèrica, a través de la integració de TACA Perú. Amb aquesta nova agregació el Grup TACA pot oferir una xarxa integral de rutes en tot el Continent Americà.
L'any 2005, TACA va ser un dels socis fundadors de l'aerolínia mexicana Volaris.

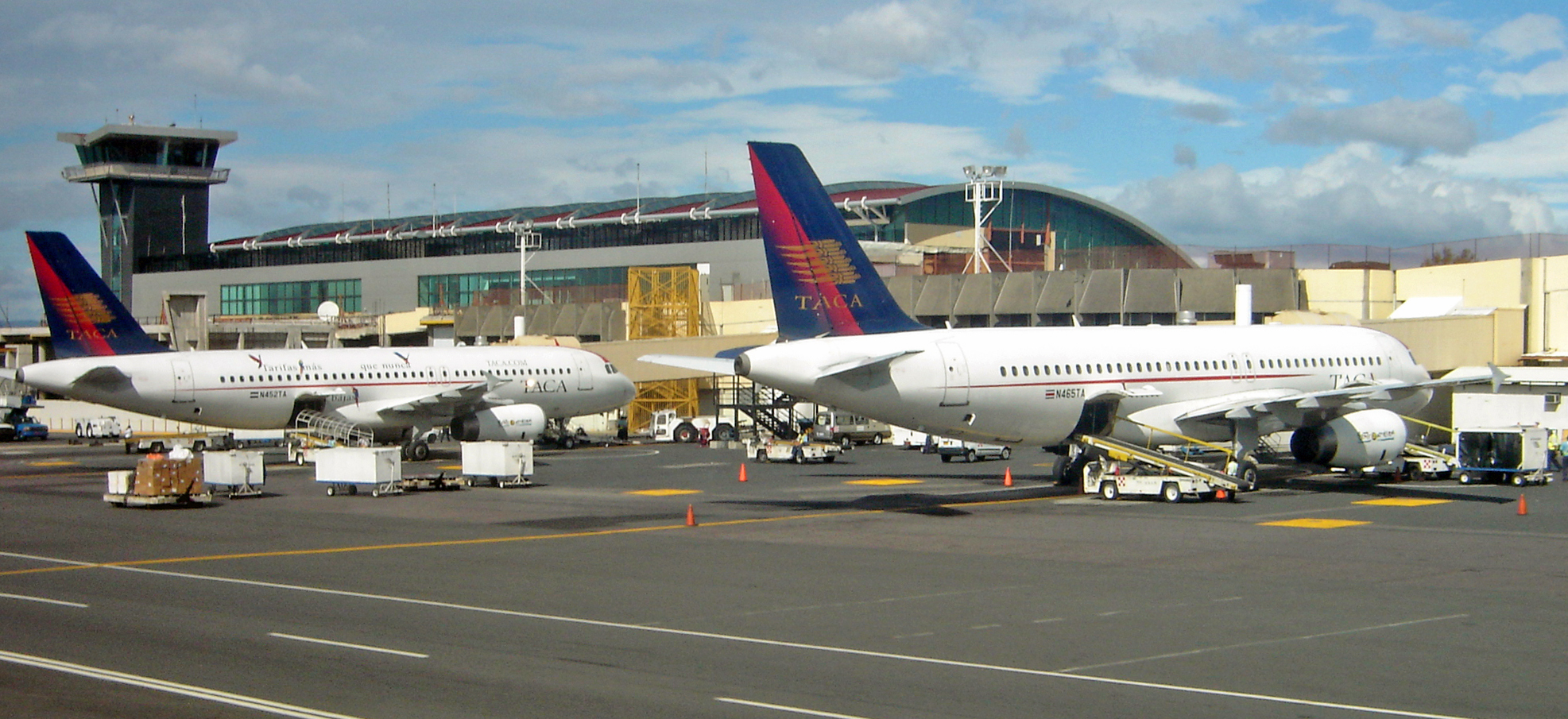

El 7 d'octubre de 2009 TACA i Avianca anuncien una aliança estratègica entre ambdues companyies.
Els accionistes majoritaris de Avianca i TACA han acordat contribuir les seves companyies a la formació d'una nova Companyia Holding amb seu en Bahames. La participació serà aproximadament en dos terços pel Synergy Aerospace i un terç per al Grup TACA Holdings; els accionistes han definit que el model de govern corporatiu de l'empresa estaran basades en el comú acord. Un model d'operacions de 4 hubs a Colòmbia, Perú, El Salvador i Costa Rica. Un 10% de les accions de TACA passen a les mans de Avianca amb opció de compra de més accions a futur, encara que no significa que ha comprat a l'Aerolínia Salvadorenca.
Les aerolínies operatives TACA, LACSA, TACA Perú, Avianca, SAM, Tampa i altres Regionals continuessin operant d'acord amb els seus respectius Certificats d'Operació. Les marques Avianca i TACA són actius valuosos i considerats importants generadors d'ingressos, per la qual cosa als seus respectius mercats romandran separades. Subjectes a regulacions i altres aprovacions
La combinació d'aquestes aerolínies proveirà de la major xarxa de rutes a Llatinoamèrica: més de 100 destinacions a Amèrica i Europa.

## Evolució

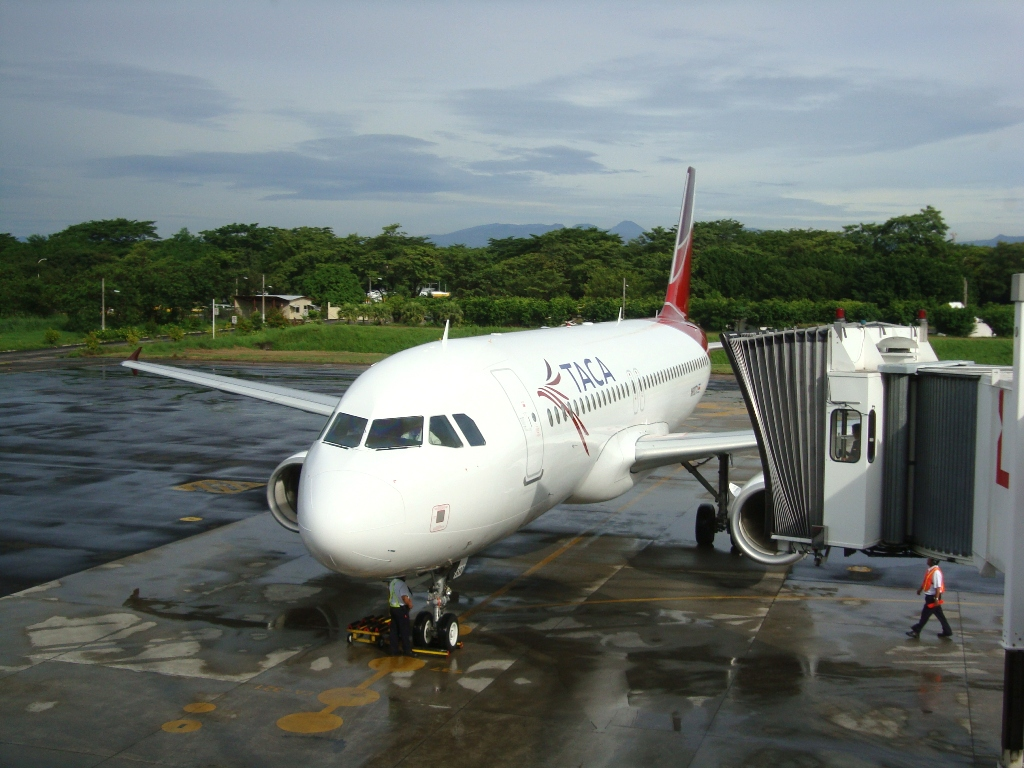

TACA, l'aerolínia internacional per al viatger modern d'avui, va revelar el seu nou estil durant una desfilada de modes en l'Aeroport d'El Salvador. Durant l'esdeveniment, TACA va presentar els nous uniformes que vestiran els membres del personal de la família TACA, els quals van ser creats per la reconeguda dissenyadora colombiana, Isabel Hainaut. Ella ha creat una nova línia per a homes i dones de l'equip de TACA en terra i a bord dels avions.
"El personal de TACA és una part summament important de l'experiència que viuen els nostres passatgers i volíem transmetre la nova essència de TACA a través dels uniformes", va dir Sarah Sandoval, Directora de Mercadeo. "Isabel s'ha destacat com una de les creadores amb més força i personalitat dins de la moda llatinoamericana i en veritat creiem que va aconseguir capturar la personalitat i l'esperit de TACA".
Els dissenys d'Isabel Hainaut, caracteritzats per una delicada intervenció tèxtil i per un nou significat d'avantguarda, són adorats pels seus clients en tota Llatinoamèrica i al voltant del món. Plisados, tenyits, teixits i detalls d'alta costura fan que cadascuna de les seves peces es converteixi en una peça única i de col·lecció.

## Flota
Al setembre del mateix 2005, TACA va rebre del fabricador el primer A321 operat per una aerolínia a Amèrica continental. Prèviament, Air Jamaica va operar el mateix model des de l'illa del mateix nom.
En el transcurs del 2008 TACA va adquirir una nova flota provinent de Embraer; els nous avions són els Embraer 190, els quals van ser presentats per mitjà de LACSA. La gran majoria d'aquests avions es troben en l'aeroport Juan Santamaria, base oficial de LACSA Costa Rica.

### Flota Actual
La flota de TACA es compon de les següents aeronaus (al 16 d'agost 2010):
| Avió            | Total | Ordres | Opcions | Passatgers | Passatgers | Passatgers | Leases                                            | Motors        |
| Avió            | Total | Ordres | Opcions | C          | Y          | Total      | Leases                                            | Motors        |
| --------------- | ----- | ------ | ------- | ---------- | ---------- | ---------- | ------------------------------------------------- | ------------- |
| Airbus A319-100 | 11    | 4      | —       | 12         | 108        | 120        | 3 per TACA Perú 2 per TACA 2 per Volaris          | IAE V2500     |
| Airbus A320-200 | 16    | 9      | —       | 12         | 138        | 150        | 5 per TACA 1 per TACA Perú 2 operats per a Cubana | IAE V2500     |
| Airbus A321-200 | 5     | —      | —       | 12         | 182        | 194        | 2 per TACA 1 per TACA Perú                        | IAE V2500     |
| Airbus A330-243 | —     | 2      | —       | 30         | 222        | 252        |                                                   | RR Trent 772B |
| Embraer 190     | 9     | 4      | 15      | 8          | 88         | 96         | 4 per TACA                                        | GE CF34-10E6  |

L'Airbus A330-243, tindrà una configuració molt semblant a la que posseeixen les aeronaus d'Avianca.

### Flota Antiga

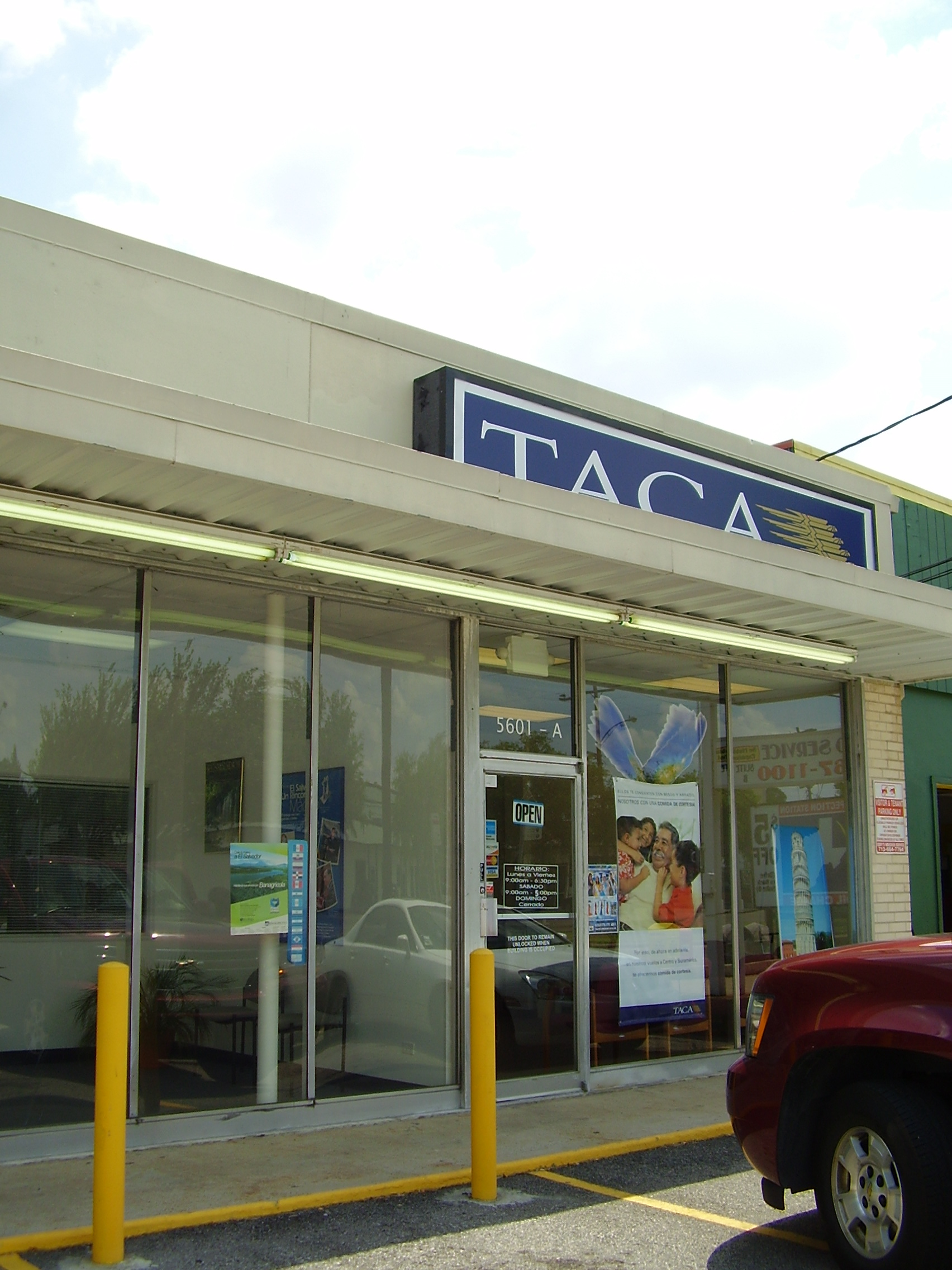

Altres avions que alguna vegada van integrar part de la flota TACA (llista no exhaustiva):
Passatgers
- Stinson
- Bellanca CH-400 Skyrocket (El Smithsonian exhibeix una fotografia d'un Bellanca de TACA)
- Ford 5-AT Tri-Motor (El Smithsonian Arxivat 2008-02-13 a Wayback Machine. conserva un de Ford que va ser part de la flota de TACA)
- Douglas DC-3
- Douglas DC-4
- Vickers Viscount
- BAC 1-11
- Boeing 737-200
- Boeing 737-300
- Boeing 767-200ER
- Boeing 767-300ER

Càrrega
- Lockheed L-188F
- Lockheed Model 18 Lodestar (La Houston Aeronautical Heritage Society Arxivat 2008-12-19 a Wayback Machine. conserva un dels Lockheeds propietat de TACA durant els anys 40)
- Airbus A300

## Informació Bàsica

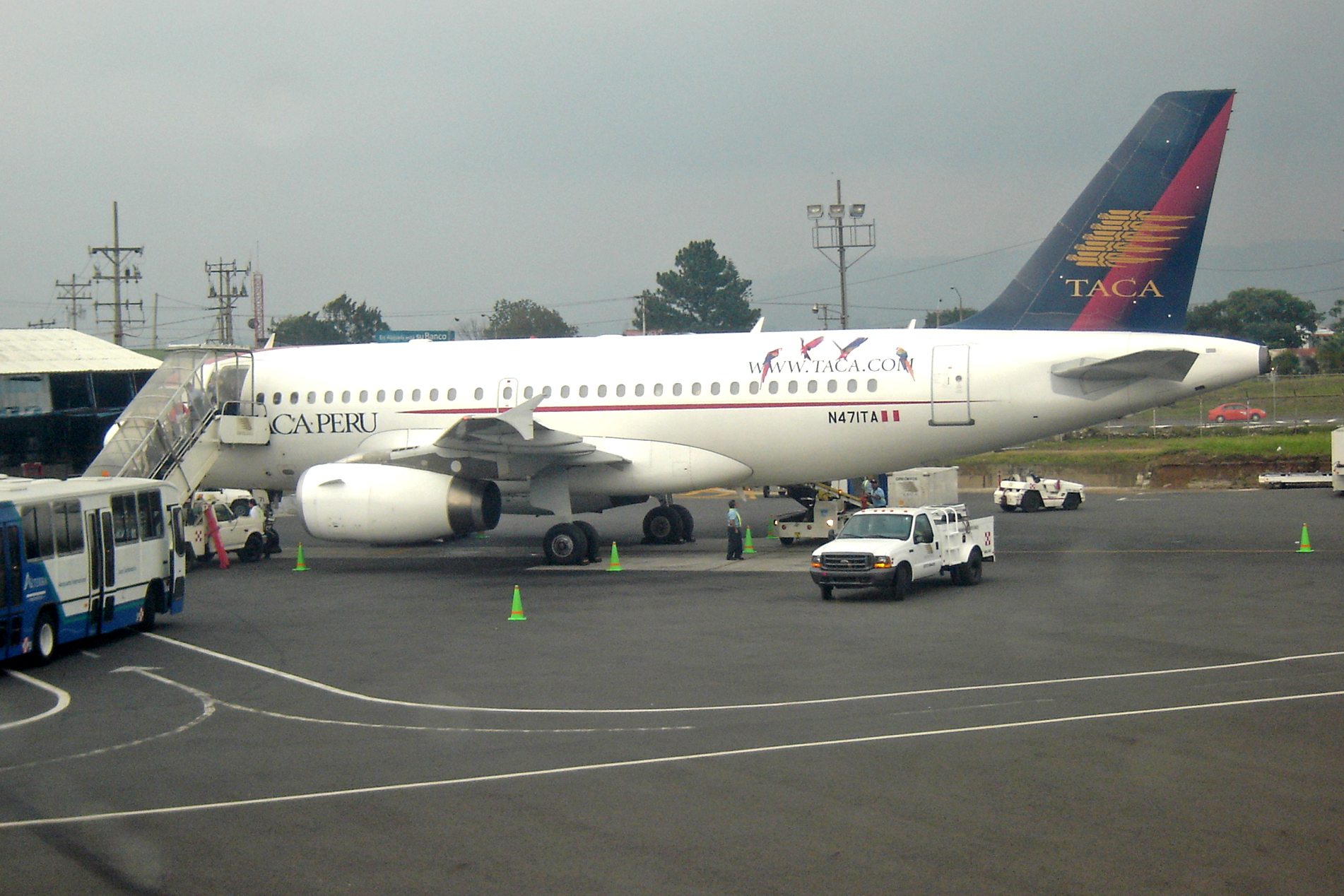

TACA ofereix servei a 10 de les ciutats principals dels Estats Units, Mèxic, Canadà, tots els països d'Amèrica Central, i les destinacions més importants de negocis i turisme de Sud-amèrica i el Carib. TACA va rebre el seu primer A321 a l'octubre del 2005
TACA competeix al mercat llatinoamericà amb LAN, Copa Airlines, Mexicana, Avianca, etc. En les rutes als Estats Units, el competidor principal és American Airlines, una aerolínia nord-americana. TACA manté aliances i transfereix passatgers a diverses aerolínies europees: Iberia (San José, Guatemala), Air France (Mèxic, Bogotà, Caracas, Miami), i Lufthansa (Mèxic, Caracas, Miami).
Actualment TACA posseeix cinc Airbus A321 matriculats com N564TA, N566TA, N567TA, N568TA i N570TA.

## SkyTrax

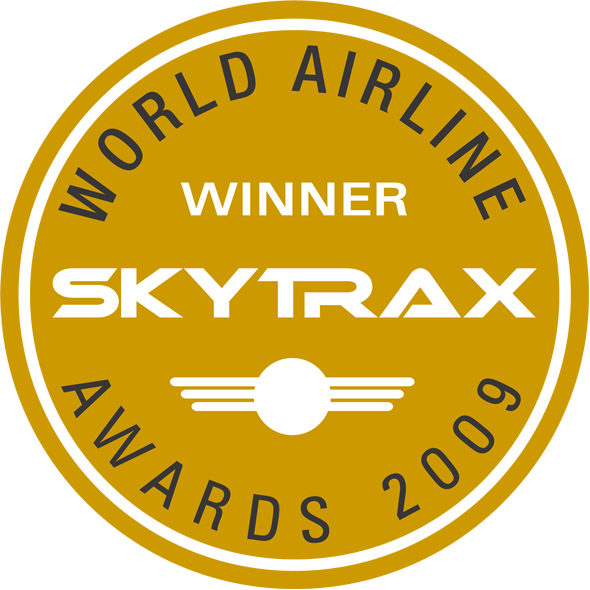

TACA va guanyar el premi Skytrax en les següents categories:
2009
- Millor Aerolínia d'Amèrica Central
- Millor Aerolínia Regional
- Millor Personal de cabina Amèrica Central i el Carib

2010
- Millor Aerolínia d'Amèrica Central
- Millor Aerolínia Regional
- Millor Personal de cabina Amèrica Central i el Carib

## Aerolínies Regionals
TACA Transports Aeris del Continent Americà, té les següents aerolínies regionals per a serveis domèstics a Amèrica Central: Inter (Guatemala), Illenca Airlines (Hondures), La Costeña (Nicaragua), SANSA (Costa Rica) i Aeroperlas (Panamà).

## Accidents i Incidents
- El 5 de març de 1959, un Vickers Viscount YS-09C es va estavellar poc després de desenganxar-se de l'Aeroport Augusto C. Sandino, Nicaragua quan tots dos motors van fallar. Quinze de les 19 persones a bord van morir[12]

- El 24 de maig de 1988, a Nova Orleans, Louisiana, Estats Units, un Boeing 737-300operant el vol TA110: Una doble fallada de motor deguda a la ingestió massiva d'aigua, resultat d'haver-se oposat amb una tempesta molt forta. Els dissenyadors dels motors i la certificació d'ingestió d'aigua atorgada per la FAA no van tenir en compte la ingestió massiva d'aigua per tempestes fortes o severes.[13]

- El 6 d'abril de 1993, a Ciutat de Guatemala, Guatemala, un Boeing 767-200, i volant com TA510, va sortir de la pista després d'haver estat incapaç de frenar a causa que la pista es trobava inundada.
- El 30 de maig de 2008, a l'Aeroport de Toncontín, de Tegucigalpa, eb Hondures. Un A320 matriculat com EI-TAF: Vol TA390, procedent de San Salvador va sortir de la pista durant la maniobra d'aterratge en l'aeroport de Tegucigalpa, Hondures després d'haver estat incapaç de frenar a causa que la pista es trobava mullada per la pluja. Va haver-hi cinc morts, tres dels quals van ser ocupants, els altres dos van ser els pilots.[14]

## Mantenimient

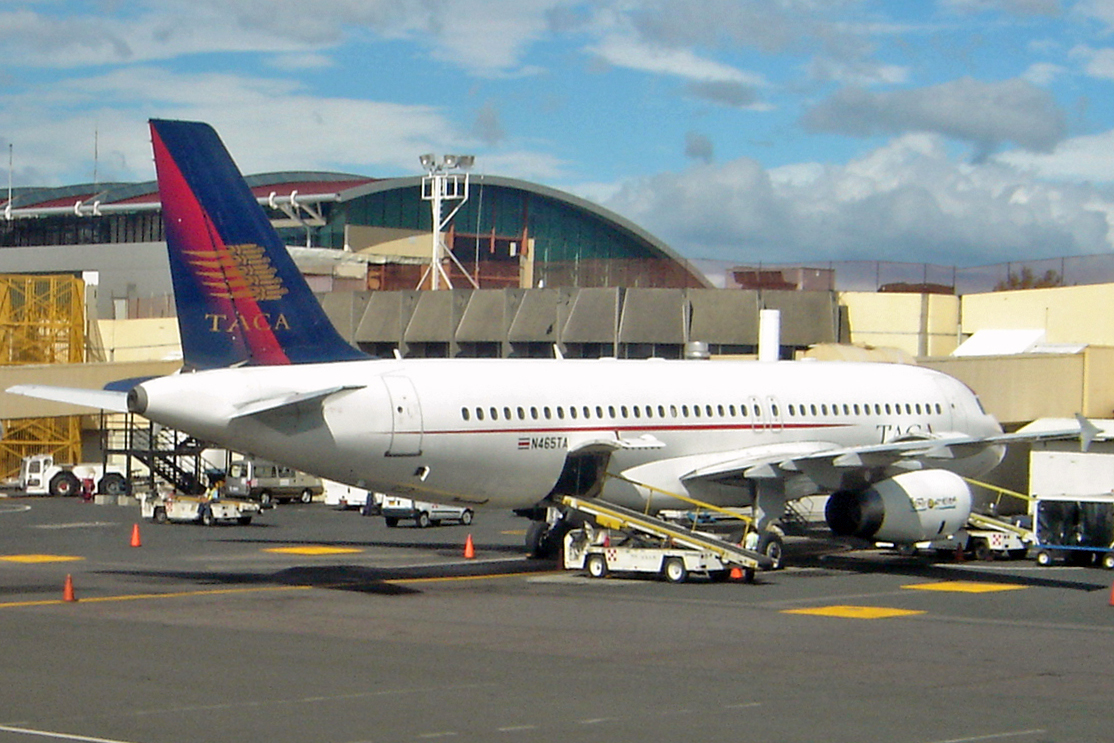

TACA va fundar Aeroman, i és propietària minoritària d'ençà que el control operatiu va ser venut a Air Canada Technical Services ACTS.
El seu CEO l'Enginyer Ernesto Ruiz ha estat a càrrec d'aquesta empresa per més de 20 anys.
El lideratge del Sr. Ruiz porto des de la consutrucció d'un sol hangar amb 25 persones a un creixement impressionant de més de 1.000 empleats juntament amb la construcció d'un nou hangar "state of the art", que junts com Aeroman tenen ara clients de nom mundial, tals com jetBlue, Volaris, US Airways, SouthWest entre altres el qual molts tallers de manteniment desitjarien tenir aquest tipus de clients. No és més que la bona labor en equip i la magnífica mà d'obra Salvadorenca.
Al món globalitzat la indústria aèria sota un mateix cel l'Enginyer Ruiz és el CEO d'Aeromantenimiento S.A. i juntament amb un equip d'excel·lents treballadors contínua liderant i expandint més els horitzons d'Aeromantenimiento
Aeroman és una base de manteniment amb certificacions d'entitats d'aviació civil europees (JAA), llatinoamericanes (AAC, DGAC, etc.), i nord-americana (FAA). Aeroman va ser una de les onze bases de manteniment inicials d'Airbus Maintenance Network al món i una d'únicament tres a Amèrica: Air Canada Technical Services; TACA Aeroman, El Salvador; i TIMCO Aviation Services, EUA
Aeroman, estació classificada com "heavy", es realitzen operacions des de manteniment lleuger fins a revisions tipus "D" que involucren el desassemblatge i verificació de gran part dels aeroplans.